# Luchthaven Kogalym
Luchthaven Kogalym (Russisch: аэропорт Когалым) is een luchthaven op ongeveer 9 kilometer ten zuidoosten van de stad Kogalym in het noorden van West-Siberië. De luchthaven ligt binnen het district Soergoetski in het Russische autonome district Chanto-Mansië en is geschikt voor middelgrote vliegtuigen. De luchthaven vormt de thuisbasis van luchtvaartmaatschappij Kogalymavia.
De luchthaven had in 2007 een verwerkingscapaciteit van 480 passagiers per uur. Er bevindt zich ook een vrachtterminal met een oppervlakte van ruim 1000 m², die berekend is op de verwerking van 50 ton goederen per dag.